# 스몰 월드 (보드 게임)

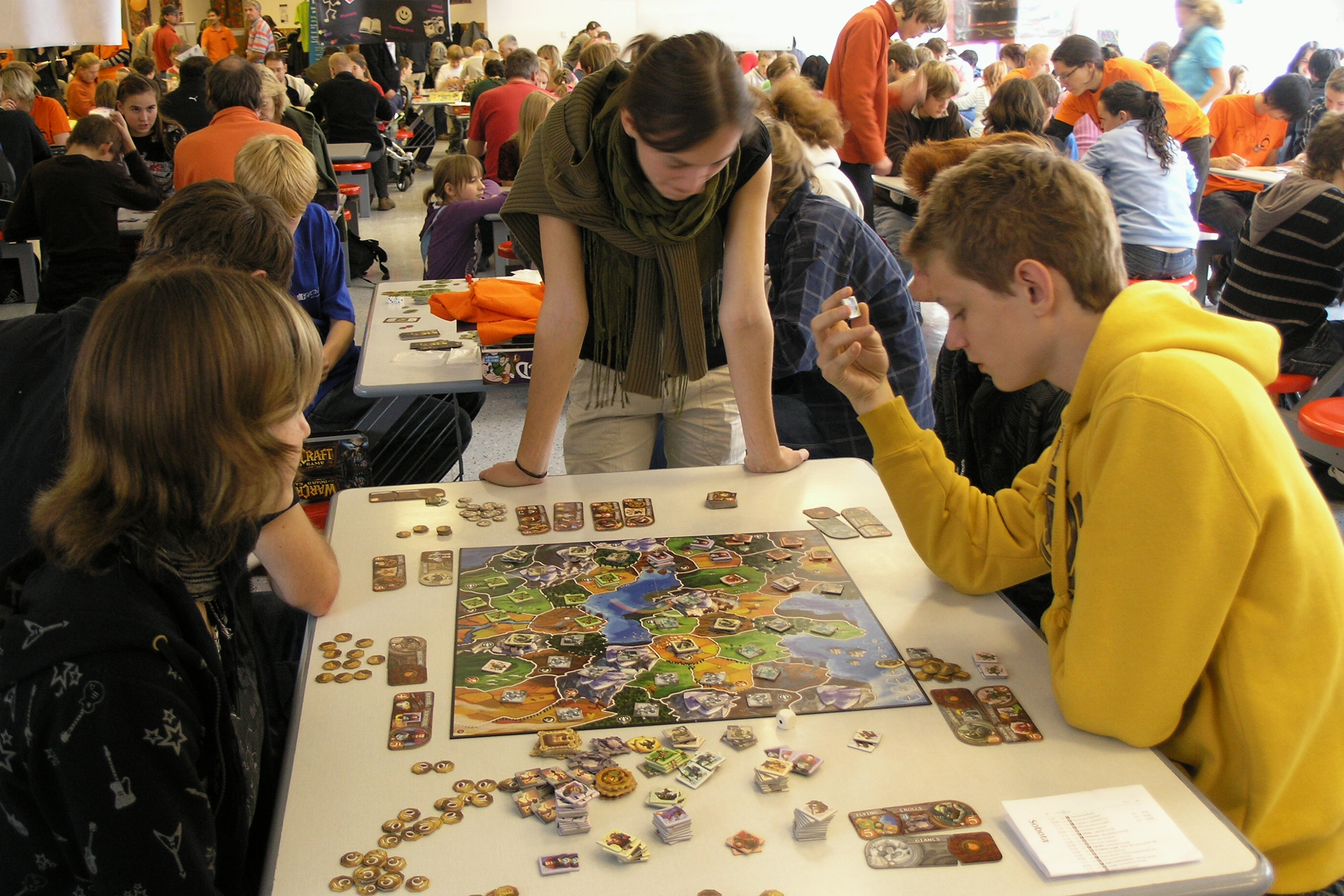

스몰 월드(Small World)는 Philippe Keyaerts가 디자인한 보드게임으로 2009년에 Days of Wonder사가 출판했다. 이 게임은 Keyaerts가 자신의 '빈치(Vinci, 1999)' 게임을 재작업한 것이며, 게임(Games) 잡지 '2010 게임(2010 Game of the Yea)'상을 포함해 여러 상을 수상했다.

## 게임 플레이
각 플레이어는 무작위로 생성되는 몇 가지 판타지 종족들 중 한 종족을 선택하여  게임을 시작한다. 각 종족은 두 개의 맞물린 타일로 정의된다. 명사(예를 들면,  'Elves')로 된 타일은 종족을 설명하며, 형용사(예를 들면,  'Flying')로 된 타일은 추가적인 특별한 능력 및 득점 기회를 설명한다. 타일에 인쇄된 숫자는 인종의 토큰 수로 플레이어들이 그 종종을 플레이할 때 뽑는 토큰 개수이다.
그러면 플레이어는 게임용 지도 4개 중 한 개의 지도에 종족 토큰을 이용해 영토를 점령한다. 2, 3, 4 또는 5인용에 사용되는 특정 지도는 플레이어들의 수에 의해 결정된다.  영토를 확장하려면, 영토 위치, 방어 토큰 수, 플레이어 종족의 특별 능력에 근거해, 플레이어는 특정한 토큰 수를 영토에 놓는다. 플레이어가 토큰 수를 충분히 놓을 수 있으면, 그 점령은 성공이 보장된다. 그렇게 할 수 없는 경우의 움직임은  불법이다. 점령된 영토의 적군 토큰이 패배된 경우, 적군의 토큰 중 한 개는 게임에서 완전히 제거되고 나머지 토큰들은 소유주 플레이에게 되돌아가서 다른 영토에 재배치된다. 각 차례의 끝에 플레이어는 자신이 소유한 영토 수에 따라 득점하는데, 어떤 종족들은 보너스를 제공하는 능력이 있다.
대부분의 영토 점령은 죽음의 영향을 받지 않는다. 자신의 차례 끝에 특정 영토를 점령하기에 충분하지 않은 토큰 수를 보유한 플레이어는 '보강용 죽음'이라고 불리는 특별한 죽음을 사용해 그 영토의 점령을 시도할 수 있다. 토큰들을 목표 영토에 전부 사용한 후에, 6면으로 제작된 보강용 주사위를 굴린다. 굴려서 얻은 번호, 0~3은 점령할 수 있는 힘을 강화한다. 총 토큰 수가 영토를 점령하기에 여전히 불충분할 경우, 그 토큰들은 플레이어가 현재 소유한 영토에 돌려 보내지면서 차례가 끝난다. 이 때, 그 토큰들이 다른 영토를 점령하기에 충분하더라도, 다른 영토에 재배치될 수 없다.
종족의 토큰 수는 대개 고정돼 있어서 다른 종족들이 영토를 점령할 때만 토큰 수는 줄어들어, 결국에는 종족이 지원할 수 있는 영토의 최대 수에 도달하게 된다. 여기에 도달하면, 그 종족을 소유한 플레이어는 '사양길에 들어설 것'을 선언할 수 있다. 그 플레이어는 새로운 종족을 선택해 보드로 가져올 수 있으며, 이전의 종족 토큰들은 그 자리에 남아 더 이상 이동할 수는 없지만 토큰들의 영토들이 점령될 때까지 점수를 계속해서 모을 수 있다.
정해진 차례가 끝날 때까지 게임은 계속되며, 가장 높은 점수를 획득한 플레이어가 승리한다.

## 역사
Philippe Keyaerts는 초기 버전, '빈치(Vinci)' 보드 게임을 '스몰 월드(Small Worl)'로 발전시켰다.  스몰 월드에는 새로운 테마, 주사위 추가, 종족 분리 및 능력 집합체가 있다. Days of Wonder사는 2009년 1월 12일부터 19일까지 종족 그림을 매일 1개씩 출고하면서 게임을 발표했고, 19일과 26일에 추가공지를 했다. '스몰 월드'는 영어, 독일어, 프랑스어 판이 2009년 3월에 출시됐고, 6월에 네델란드어, 스페인어, 일본어 판이 뒤따랐다. 또한,  아이패드에서 게임할 수 있는 iOS 판도 출시됐다.

## 확장팩
'스몰 월드'는 여러 가지 확장팩이 있다. 디지털 게임 버전 '로얄 보너스(Royal Bonus)'의 킥스타터 백커스(Kickstarter backers)에 가능한 것을 포함해,  일부는 새로운 인종들과 특별한 능력들(커스드!, 그랜드 데임 오브 스몰 월드, 비 낫 어프레드...)을 추가했고, 일부는 새로운 기술 또는 게임플레이 요소들(리더스 오브 스몰 월드, 네크로맨서 아일랜드, 테일스 앤 레전드스)을 추가했다.
색다른 영토 유형과 규칙이 또한, 있는 지도 세트를 소개하는 독립형 확장팩 독립형 확장팩 '스몰 월드 언더그라운드(Small World Underground)' 가 있다. '뉴 라이쳐스 렐릭스(new Righteous Relics)' 및 '파퓰러 플레이시스(Popular Places)'를 포함하고 있으며 그것들을 제어하는 플레이어들에게 보너스를 준다.
'스몰 월드 렐름즈(Small World Realms)'에는 플레이어들이 자체 게임보드를 만들 수 있는 6각형의 조각들 및 원본 '스몰 월드' 지도를 '스몰 월드 언더그라운드' 지도(원래 별도의 확장팩으로 출시)에 연결해 사용할 수 있는 토큰들을 제공한다.
최근의 확장팩은 6인용 플레이어 지도를 포함하는데, 한 면은 원본 '스몰 월드'가 있으며 다른 면은 '언더그라운드'가 있다.  또한, 협력 게임(Team play)용 규칙 및 협력 게임에 사용하도록 디자인된 '뉴 라이쳐스 렐릭스'와 '파퓰러 플레이스'를 제공한다.

## 수상

#### 2009
- Meeples' Choice Award[3]

#### 2010
- Games magazine Game of the Year[1]
- Golden Ace Jury Prize winner[4]